# ایدن (زاکسونی)-آنهالت
ایدن (زاکسونی)-آنهالت (به آلمانی: Iden) یک شهر در آلمان است که در Stendal واقع شده‌است. ایدن ۱٬۰۶۰ نفر جمعیت دارد.